# Objaw Reichardta
Objaw Reichardta, inaczej "czystej kartki" – objaw psychiatryczny, będący manifestacją złożonych omamów wzrokowych, tzw. scenicznych. Polega na tym, że chory płynnie czyta z podanej mu czystej, niezapisanej kartki bądź opisuje nieistniejącą ilustrację.